# 親愛的 我想告訴你
《親愛的 我想告訴你》（英語：The Regret），為2012年緯來電視網與果陀文化傳播有限公司自製的台灣偶像劇，開拍以自殺者為題材的關懷社會劇集。於2012年8月17日開鏡。由蔡淑臻、梁正群、賴琳恩和黃志瑋主演。於2013年4月28日上檔。

## 播出時間
以下時間以當地時間（台灣時間）為準

### 首播
| 頻道       | 所在地 | 開播日期      | 播放時間  |
| ---------- | ------ | ------------- | --------- |
| 緯來電影台 | 臺灣   | 2013年4月28日 | 週日21:00 |

### 重播
| 頻道       | 所在地 | 開播日期      | 播放時間  |
| ---------- | ------ | ------------- | --------- |
| 緯來電影台 | 臺灣   | 2013年5月18日 | 週六21:00 |
| 緯來電影台 | 臺灣   | 2013年7月5日  | 週五18:55 |

## 演員列表

### 主要演員
| 演員   | 角色         | 介紹 |
| 蔡淑臻 | 尹雪霏       | 遠旭金控的董座千金。林澄泓的元配。尹方旭、溫瑾瑜之女。 因受不了丈夫外遇的刺激而結束生命。                                   |
| 梁正群 | 林澄泓       | 才華洋溢的藝術家。尹雪霏的老公。尹方旭、溫瑾瑜之女婿。 因與雪霏為男卑女尊的夫妻，而感到自卑，因此背叛妻子，和李曼君搞曖昧。 |
| 賴琳恩 | 李曼君       | 尹雪霏的知己。雪霏和澄泓婚姻的第三者。電視主播。 因愛上了不該愛的人，想把他從痛苦的婚姻就出來，就成了外人都唾棄的小三。     |
| 黃志瑋 | 張洋（Alex） | 逝世十年的天王巨星。男同志。 因和男經紀人表白遭拒絕後跳樓自殺，成為靈魂飄盪在人間。                                         |

### 其他演員
| 演員   | 角色           | 介紹                                                                                            |
| 陶傳正 | 尹方旭         | 遠旭金控的董座。溫瑾瑜的老公。 平時對尹雪霏很威嚴，尹雪霏死後看見加護病房的父親聲淚俱下的自責。 |
| 楊潔玫 | 溫瑾瑜         | 遠旭金控的董座夫人。尹方旭的元配。 尹雪霏死後看見加護病房的母親留下柔腸寸斷的眼淚，而感到傷心。 |
| 姚坤君 | 小玫（Grace）  | 張洋經紀人，雪霏阿姨，友仁表妹。                                                                |
| 汪建民 | 王友仁         | 張洋經紀人，小玫表哥，暗戀小玫。                                                                |
| 邱辰恩 | 林平安（安安） | 澄弘、雪霏兒子。                                                                                |

### 客串演員
| 演員   | 角色     | 介紹 |
| 蔡邵桓 | 小蔣     |      |
| 呂曼茵 | 丁姐     |      |
| 丁繼聖 | 伴郎     |      |
| 吳碧蓮 | 小閩奶奶 |      |

## 電視劇歌曲
| 曲別   | 歌名 | 演唱者 | 作詞   | 作曲   |
| 主題曲 | 當你 | 黃志瑋 | 張思爾 | 林俊杰 |

## 製作團隊
- 出品人：王郡、王克捷、鄭資益
- 監製：辛建忠
- 製作人：莊慧玫、林靈玉
- 行政統籌：陳惠群
- 導演：許珮珊
- 編劇：陳佩吟
- 製作公司：果陀文化傳播有限公司
- 出品公司：緯來電視網股份有限公司

## 外部連結
- 《親愛的 我想告訴你》官方網站 （页面存档备份，存于）
- 《親愛的 我想告訴你》片花 （页面存档备份，存于）
- 緯來電影台-親愛的 我想告訴你60secs預告HD  （页面存档备份，存于）
- 『人文關懷系列』親愛的我想告訴你 4月28日 晚間21:00 溫暖上映 （页面存档备份，存于）
- 【瞭電影】--CH63 緯來電影台 《親愛的我想告訴你》精彩介紹。 （页面存档备份，存于）

| 緯來電影台 關懷人生劇展 21:00-23:00 | 緯來電影台 關懷人生劇展 21:00-23:00 | 緯來電影台 關懷人生劇展 21:00-23:00 |
| ----------------------------------- | ----------------------------------- | ----------------------------------- |
|                                     | 親愛的 我想告訴你 （2013年4月28日） |                                     |
| --                                  | （2013年5月5日）                    |                                     |